# Madamangala, Bangarapet
Madamangala là một làng thuộc tehsil Bangarapet, huyện Kolar, bang Karnataka, Ấn Độ.